# Michael Westphal
Michael Westphal (Pinneberg, 16 febbraio 1965 – Amburgo, 22 giugno 1991) è stato un tennista tedesco.

## Carriera
Nato nella cittadina di Pinneberg che tre anni dopo vedrà la nascita di un altro importante tennista, il campione di Wimbledon Michael Stich, ha dimostrato talento fin da giovane attirando le attenzioni della federazione tedesca che lo farà esordire in nazionale ancora diciassettenne nella Coppa Davis 1982.
Nel novembre 1982 ha raggiunto la semifinale a Tolosa eliminando sulla sua strada le teste di serie Bill Scanlon e Shlomo Glickstein prima di arrendersi in tre set a Tomáš Šmíd. La sfida contro Šmíd si ripresenta nella semifinale della Coppa Davis 1985, l'incontro che aveva il ceco favorito dalla classifica ha visto Westphal rimontare uno svantaggio di due set per trionfare dopo oltre cinque ore con il punteggio di 6-8, 1-6, 7-5, 11-9, 17-15.
Nei tornei dello Slam non ha ottenuto risultati importanti, nel circuito maggiore ha raggiunto la finale sia al Livingston Open 1984 che all'Austrian Open 1985 uscendone sconfitto in entrambe le occasioni.
Ha giocato l'ultimo incontro con la Germania nel 1986 chiudendo la sua esperienza con dodici vittorie e sette sconfitte, nel 1989 ha contratto il virus dell'HIV che dopo un decorso di due anni ne ha causato il decesso.

## Statistiche

### Singolare

#### Finali perse (2)
| Numero | Anno | Torneo                      | Superficie  | Avversario in finale | Punteggio |
| 1.     | 1984 | Livingston Open, Livingston | Cemento     | Johan Kriek          | 6–2, 6–4  |
| 2.     | 1985 | Austrian Open, Kitzbühel    | Terra rossa | Pavel Složil         | 7–5, 6–2  |